# Visserskapel (Heist)

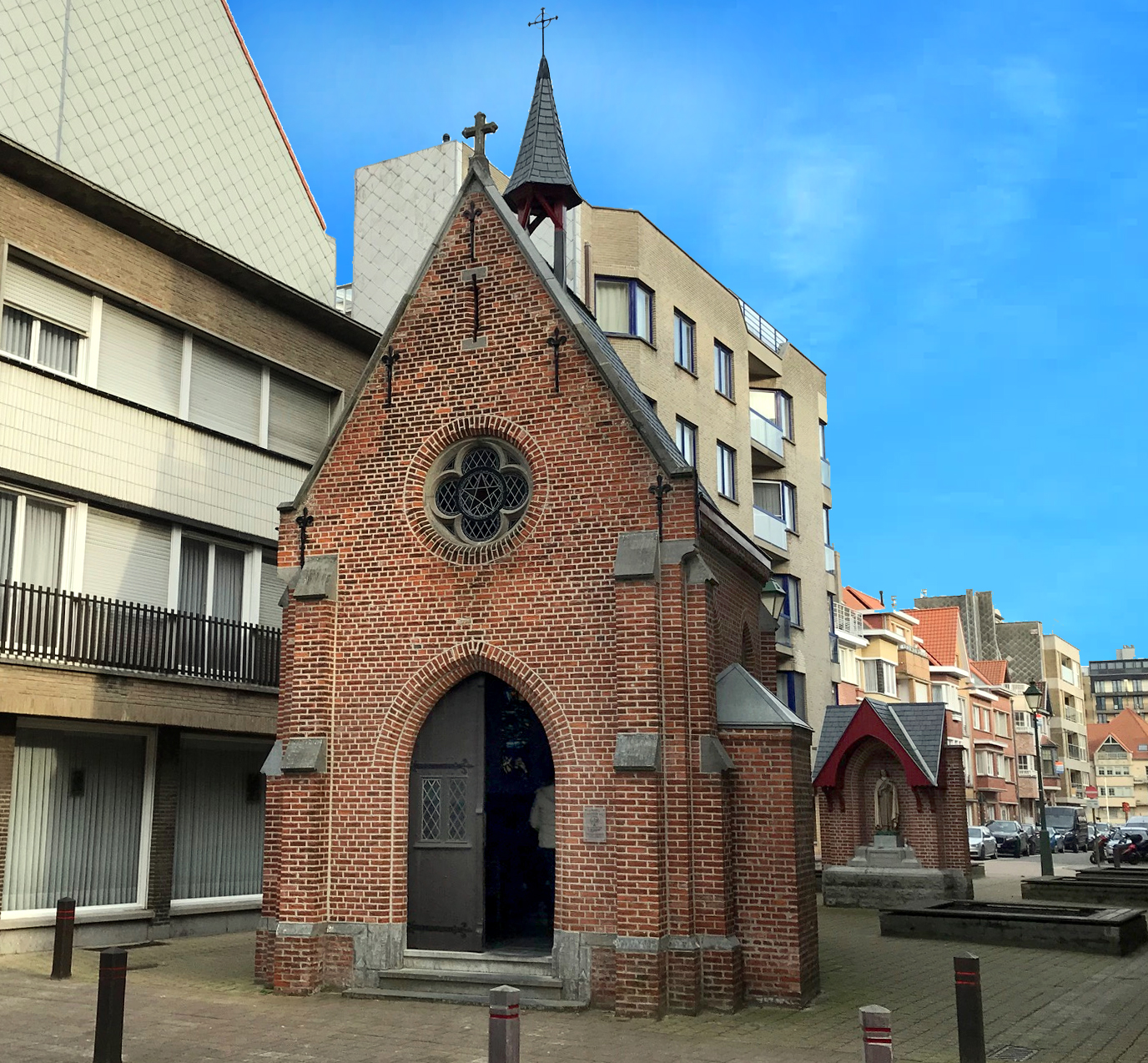
De Visserskapel van Heist-aan-zee

De Visserskapel is een historische kapel in de tot de West-Vlaamse gemeente Knokke-Heist behorende plaats Heist, gelegen aan het Cornelius Bassensplein.

## Geschiedenis
In 1854 liet pastoor Nounckele een neogotische kapel bouwen in de duinen langs de visschersweghel die van het noorddorp naar het strand leidde. De weg werd een tijd later doorgetrokken vanaf de Gravestraat en kreeg als nieuwe naam de Breidelstraat (de huidige Vuurtorenstraat). De Heistse reder Cornelius Bassens schonk een 18e-eeuws beeldje van Maria dat een grote aantrekkingskracht uitoefende op de vissersfamilies.
De kapel kreeg in het begin de naam van la chapelle des vœux, in het Vlaams ‘de kapel der verzuchtingen’. Het visserskapelletje werd snel een begrip in Heyst en omstreken voor zeevissers en familieleden die om bescherming kwamen verzoeken of bij verlies troost en sterkte zochten bij Onze-Lieve-Vrouw Maria.
In 1868 moest de kapel afgebroken worden omdat door de kwetsbare duinen nieuwe verkavelingswerken nodig waren. Het beeld en de kapelversieringen werden tijdelijk ondergebracht in het klooster.
In 1891 kochten Marie Allaer, Elisa Gadeyne, Rosalie Debruyne en Emma Huyghe, vier kloosterzusters van de Congregatie van de Zusters van de Onbevlekte Ontvangenis, voor 200 frank (25 euro) een perceel grond aan de rand van de duinen van de "Société Anonyme de Heyst-sur-mer". In 1892 werd daar onder toezicht van pastoor E.H. Plaetevoet en in opdracht van aannemer Leopold Willems uit Brugge voor 3.500 frank de nieuwe bidplaats gebouwd door metser Jacob Demeulenaere uit Heist. De bouw werd gefinancierd met het onteigeningsgeld van de eerste kapel, geschonken door de familie De Groote. In de Heistse kerk deed men een omhaling waarbij de reders, veel arme vissers, maar ook toeristen een milde gift schonken..
De kapel werd in 1927 hersteld en uitgebreid met een achtergelegen kapelletje met een beeld van de Heilige Theresia en een gedenksteen. Toen werd ook de tekst aangebracht: Hier is 't Visscherskapelletje Opgericht in de duinen door E.H. Nounckele Pastor en C. Bassens Reeder Anno 1892 Hersteld en Verfraaid annis 1927-1928.
Op 31 maart 1934 liet de laatste overlevende zuster Emma Hughe, verblijvende in het klooster te Assebroek, het perceel bouwgrond met de "Visscherskapel" overgedragen aan de "V.Z.W. Parochiale Werken Der Dekenij Brugge-Noord".
In 1975 werd het oorspronkelijke Onze-Lieve-Vrouw-Sterre der Zee op klaarlichte dag gestolen. Heistenaar Jos Ackx maakte een exacte kopie van het oorspronkelijk beeld dat op 1 november 1975 plechtig werd ingehuldigd. Tezelfdertijd werd aan de voorgevel een herinneringsplaat geplaatst met onderschrift "Visserskapel 1854 - Heyst Leeft". In de kapel zelf hangen onder andere 27 reddingsboeien en 35 lijsten als getuigenis en devote herdenking aan verloren familieleden op zee.
In de kapel zelf hangen onder andere 27 reddingsboeien en 35 lijsten als getuigenis en devote herdenking aan verloren familieleden op zee.
De visserskapel staat nog steeds op dezelfde plaats, is historisch erfgoed sedert 1985 en werd in 2017 nogmaals gerestaureerd.

## Foto’s van de Visserskapel

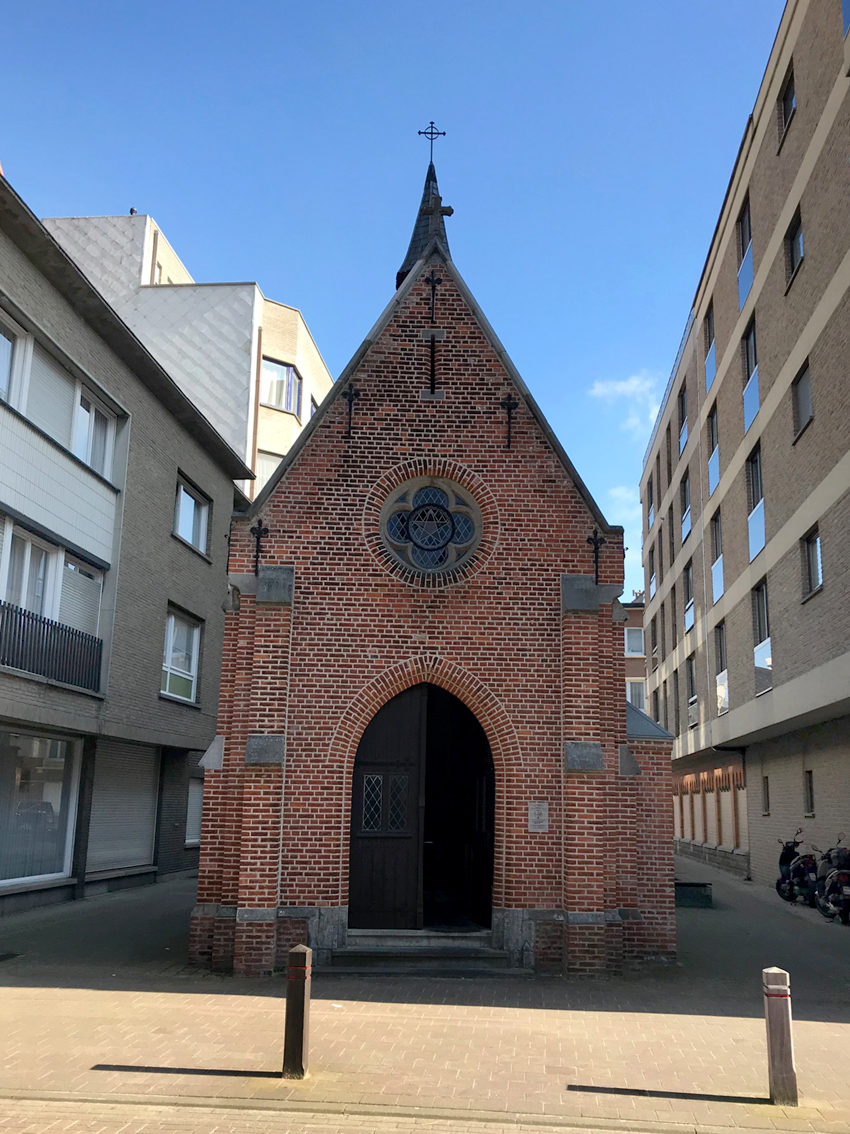
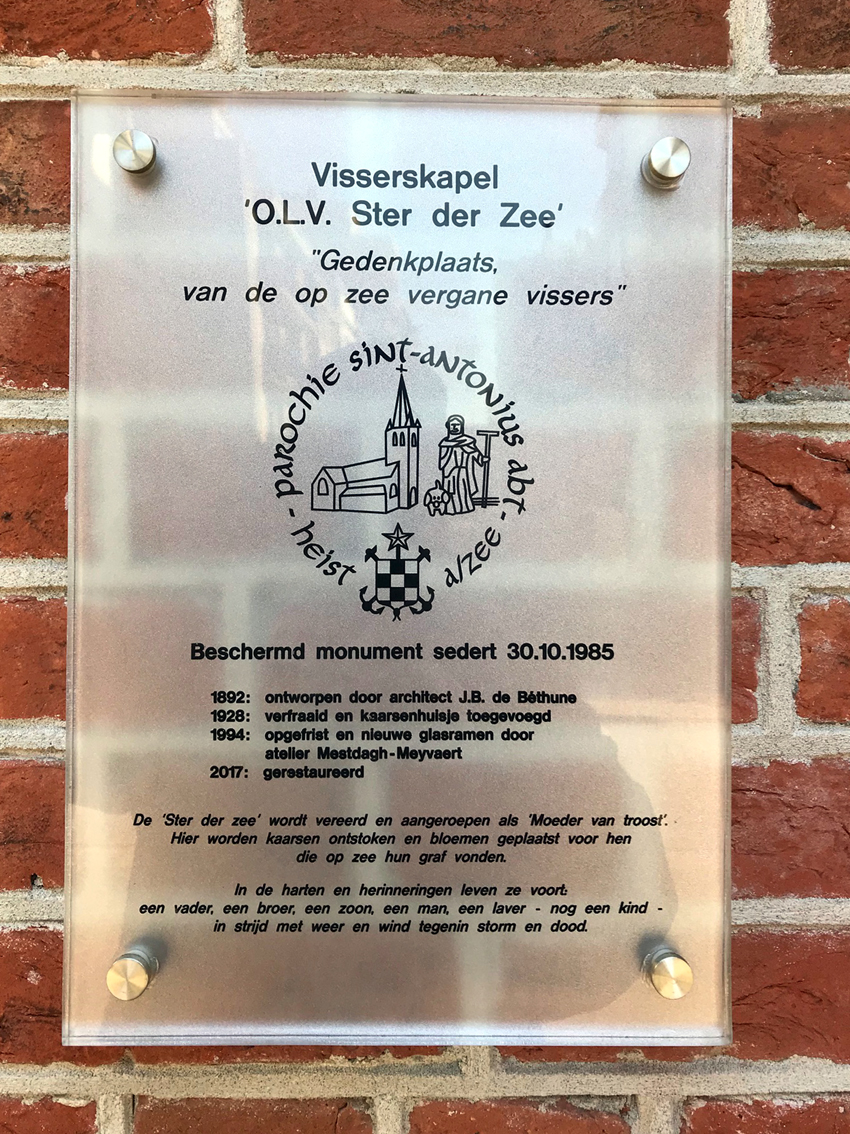
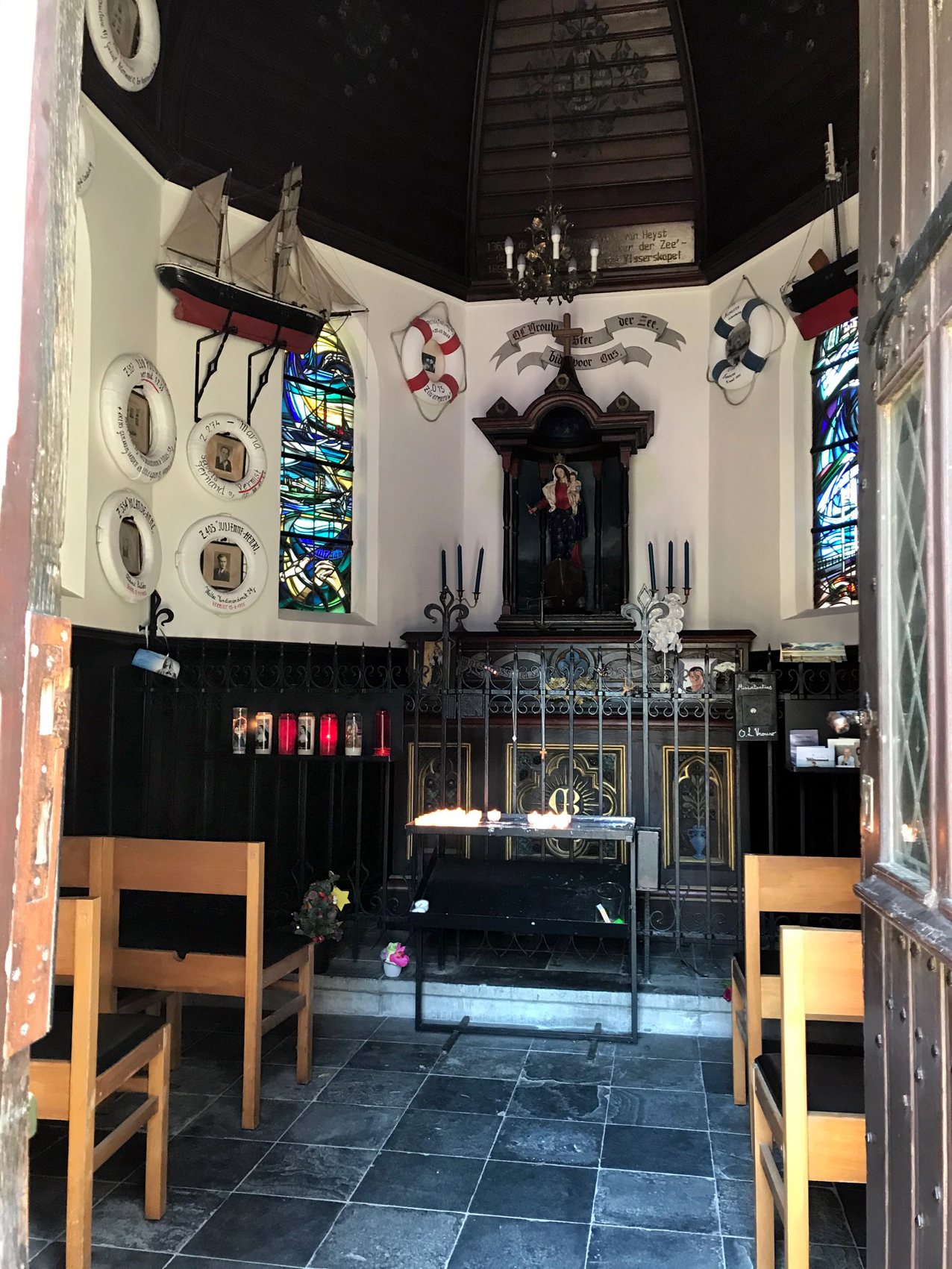